# Gentilés de France P
Pour un article plus général, voir Gentilés de France.
Gentilés des communes françaises par ordre alphabétique
- A
- B
- C
- D
- E
- F
- G
- H
- I
- J
- K
- L
- M
- N
- O
- P
- Q
- R
- S
- T
- U
- V
- W
- X
- Y
- Z

- Palaiseau : Palaisiens
- Pamiers : Appaméens
- Panazol : Panazolais
- Paray-le-Monial : Parodiens
- Paris : Parisiens, « Parigot, Parigots, Parigote, Parigotes »
- Parly II (agglomération nouvelle qui n'est pas une commune) : Parlysiens
- Parthenay : Parthenaisiens
- Passy (voir homonymies)
- Patay : Patichons
- Pau : Palois
- Paucourt : Paucourtois
- Le Pecq : Alpicquois
- Pélussin : Pélussinois
- Pennedepie : Pennedepiais
- Périgueux : Pétrocoriens
- Perpignan : Perpignanais
- Pézenas : Piscénois
- Pey : Peyreutch
- Peypin : Peypinois
- Peyriat : Peyriatis
- Pierrefonds : Pétrifontains
- Pierrevillers Pierrevillois, Pierrevilloise
- Passy (voir homonymies)
- Plaisance (Aveyron) : Plaisançais
- Plaisance-du-Touch : Plaisançois
- Plancher-les-Mines : Mainous
- Planoise : Planoisien
- Plédran : Plédranais
- Plérin : Plérinais
- Plestin-les-Grèves : Plestinais
- Ploërmel : Ploërmelais
- Plombières-les-Bains : Plombinois
- Ploaré : Ploaristes
- Plou : Plouais
- Ploufragan : Ploufraganais
- Plouider : Plouidérois
- Plouzané : Plouzanéens
- Pontarlier : Pontissalien
- Poissy : Pisciacais
- Poitiers : Poitevins, ou Pictaves, Pictaviens (forme en usage au XIXe siècle) et anciennement Pictons (nom de peuple)
- Pont-à-Mousson : Mussipontains
- Pont-Croix : Pontécruciens
- Pont-l'Abbé : Pont-l'Abbiste
- Pont-Saint-Esprit : Spiripontains
- Pont-Scorff : Scorvipontains
- Pordic : Pordicais
- Port : Bédouins
- Portes-lès-Valence : Portois
- Pouembout : Pouemboutais
- Prenois : Pernoleis
- Privas : Privadois
- Provins: Provinois
- Puget-sur-Argens : Pugétois
- Puteaux : Putéoliens
- Le Puy (voir homonymies)
- Le Puy-en-Velay : Ponots

## Pour approfondir